# Muráň (okres Revúca)

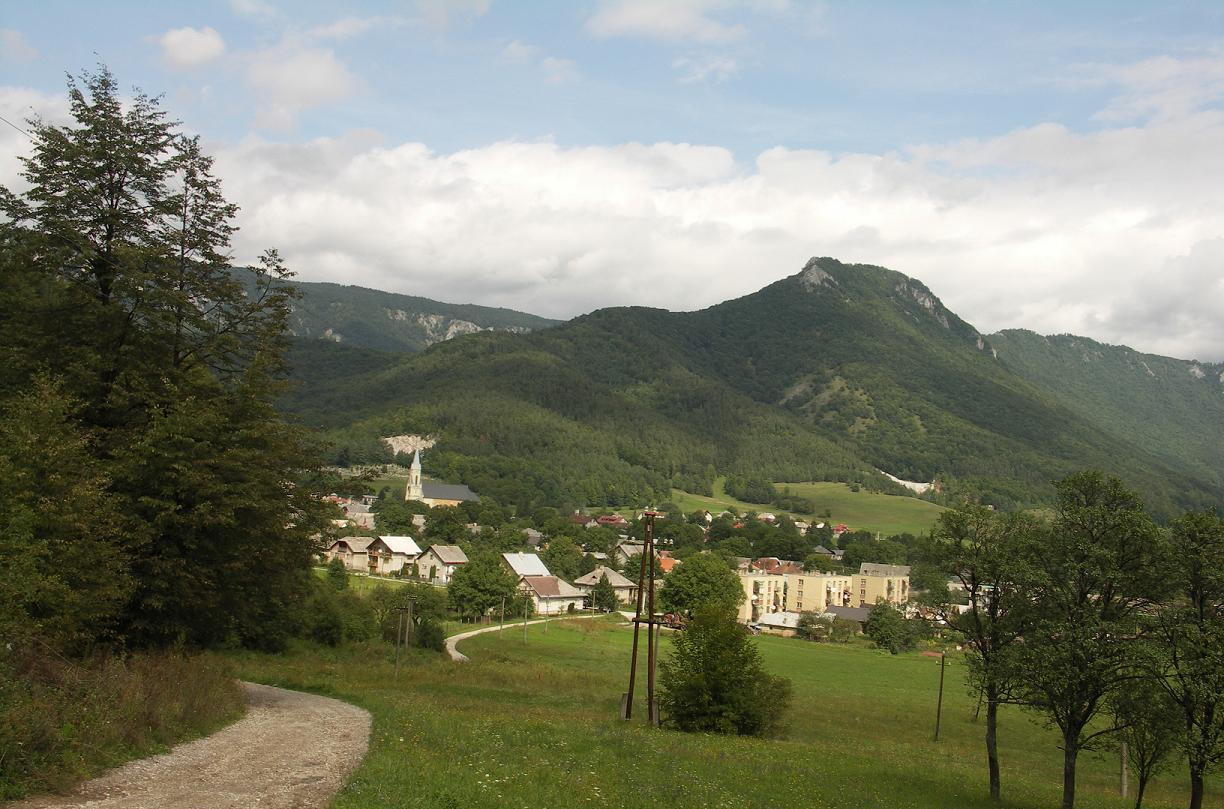
Pohled na Muráň

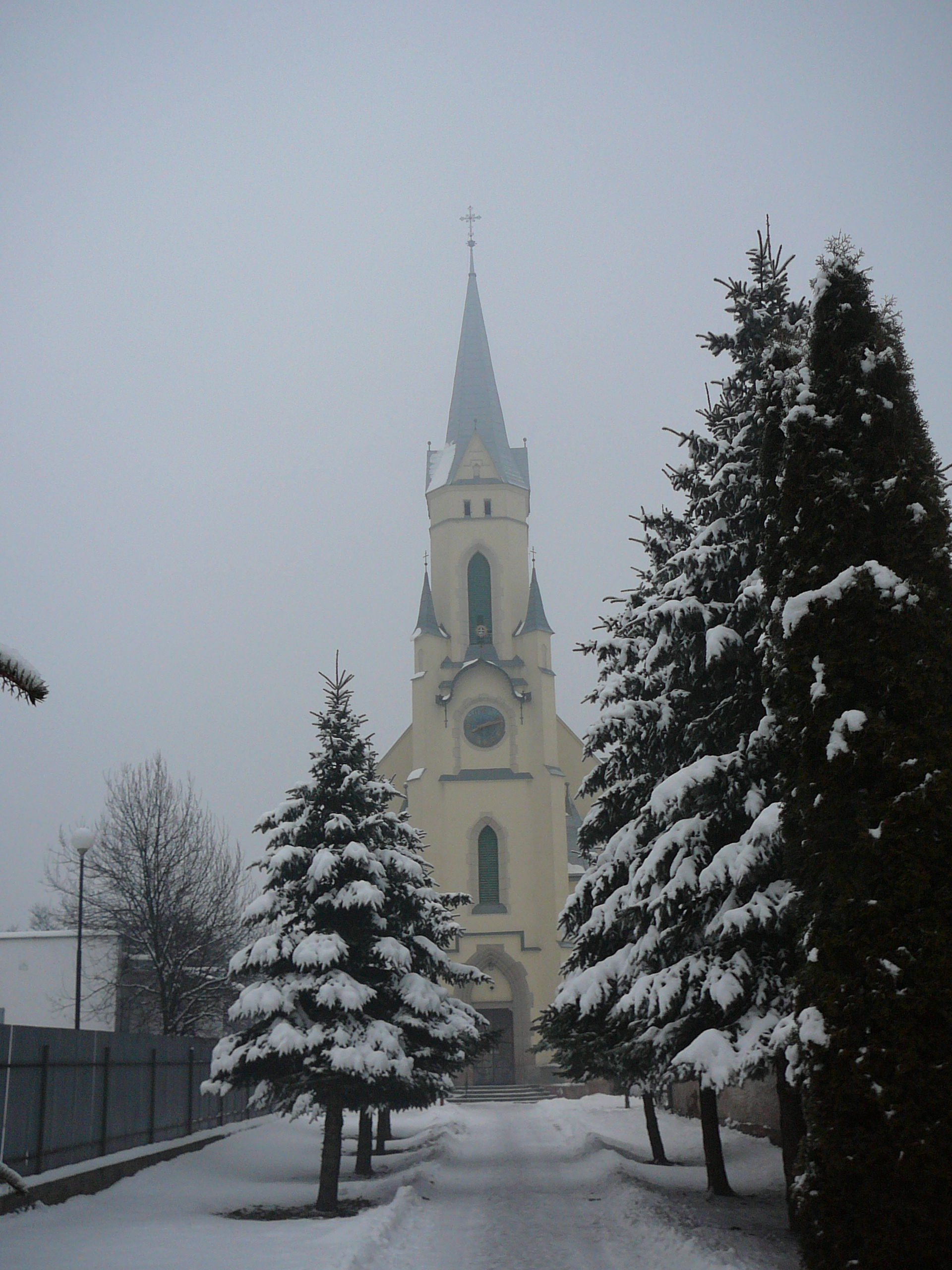
Kostel sv. Juraje v Muráni

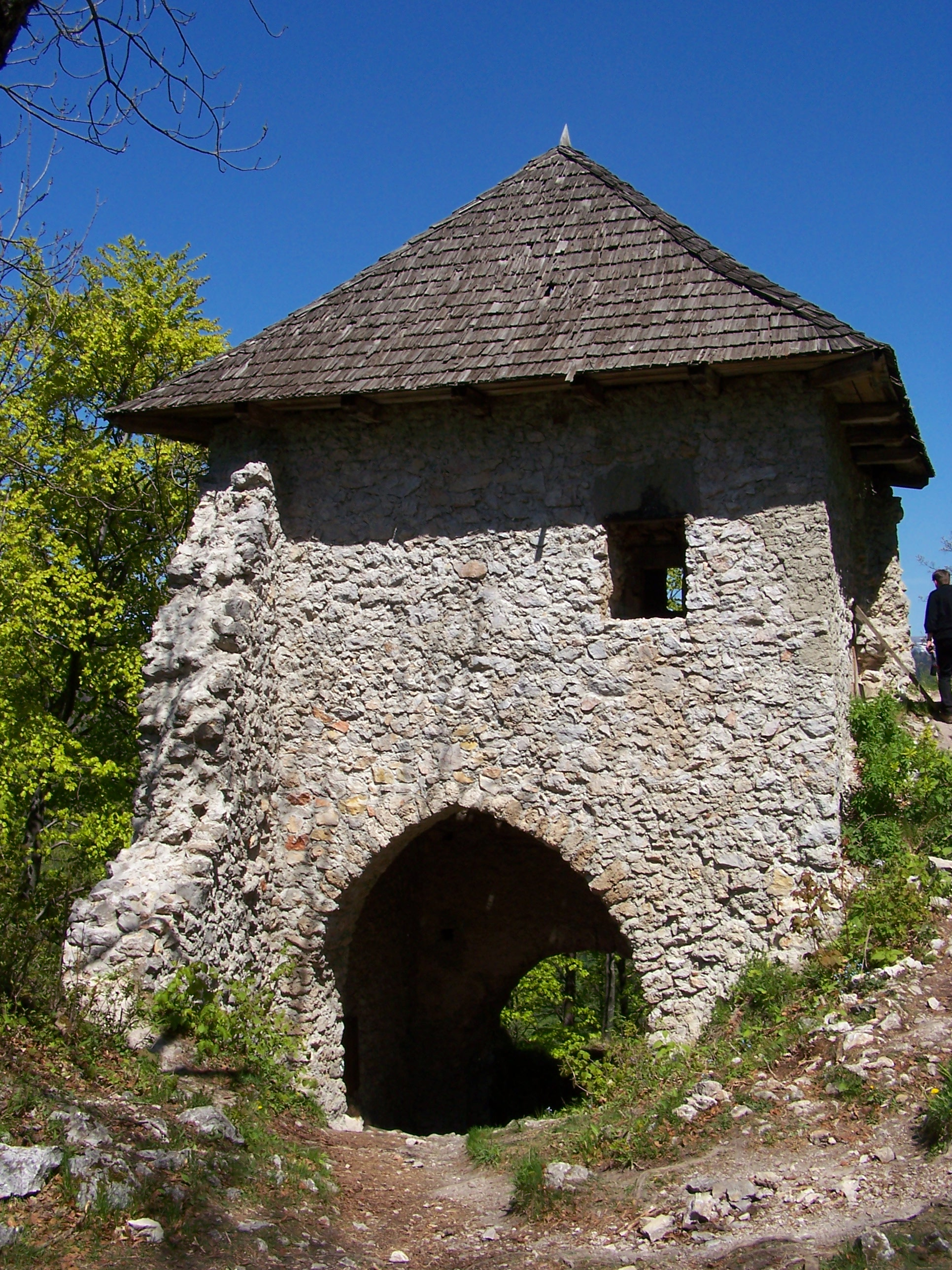
Brána

Muráň je obec na Slovensku v okrese Revúca. Leží těsně vedle Národního parku Muráňská planina, v jeho ochranném pásmu.  Žije zde přibližně 1 200 obyvatel.

## Dějiny
Obec Muráň vznikla v roce 1321 pod Muráňským hradem. První zmínka o obci pochází z roku 1313.
V 16. století se zde těžila a zpracovávala železná ruda. V 19. století se obyvatelé zabývali výrobou šindelů, chovem ovcí, dobytka a koní, ale i výrobou známé muráňské kameniny a keramiky.
Obyvatelé se aktivně účastnili Slovenského národního povstání, za což Němci v prosinci 1944 zastřelili každého desátého obyvatele.

## Budovy
Dominantou obce je římskokatolický kostel svatého Jiří postavený Coburgy v neogotickém stylu v roce 1894. V obci je i římskokatolická kaplička Panny Márie Sedembolestnej z roku 1890. K výrazným architektonickým památkám patří i barokně-klasicistická fara, klasicistická budova hotelu Koruna a klasicistické současné sídlo obecního úřadu z roku 1800.

## Charakteristika
Pro dnešní obec je charakteristický chov koní na Veľkej lúke, kde se každoročně koná Western Riding & Rodeo. Návštěvníci obce a Muráňské planiny se mohou ubytovat v Chatě pod hradem nebo v penzionech Muráň a Vrbjarová. Komplexní služby – ubytování, bazén, sauna, fitness poskytuje rekreační areál SLOVMAG na Prednej Hore. Je tu možné využít i služby jízdy na koních. V zimě je v provozu 400 m lyžařský vlek přímo v obci. Možno je se také zúčastnit tradičního zimního přechodu Muráňskou planinou.
Na území obce je i národní přírodní rezervace Malá Stožka. Obec má spřátelené město Fryšták v České republice.

## Rodáci
- Peter Glocko (1946–2019), spisovatel, scenárista a autor literatury pro děti a mládež